# Isoctenus foliifer
Isoctenus foliifer är en spindelart som beskrevs av Philipp Bertkau 1880. 
Isoctenus foliifer ingår i släktet Isoctenus och familjen Ctenidae. Inga underarter finns listade i Catalogue of Life.